# Ectropis insecura
Ectropis insecura là một loài bướm đêm trong họ Geometridae.